# مارك ريبو
مارك ريبو (بالفرنسية: Marc Riboud)‏‏ (24 يونيو 1923 - 30 أغسطس 2016)، هو مصور فرنسي. اشتهر بتقاريره الواسعة عن بلاد الشرق

## وصلات خارجية
- مارك ريبو على موقع IMDb (الإنجليزية)
- مارك ريبو على موقع ميوزك برينز (الإنجليزية)
- مارك ريبو على موقع ديسكوغز (الإنجليزية)

- الموقع الرسمي